# Топ М-46
Топ 130 mm M-46 (руски: 130-мм пушка M-46 обр. 1954 г.) је вучно артиљеријско оруђе совјетске производње. Први пут је приказан у јавности 1954. године па је у НАТО означен као топ М1954. Кина је под лиценцом производила топ под ознаком Тип 59. Дуго је овај топ био међу артиљеријским оруђима са највећим дометом на свету.

## Развој
Топ је развијен на основу обалског топа 130 mm М-36. Настао је у периоду од 1946 до 1950 као замена за застарели топ 122 mm M.1931/37 (A-19) и топ хаубицу 152 mm М.1937 (МЛ-20) као и за остала артиљеријска оруђа из периода Другог светског рата (топ 122 mm М.1931, топови 152 mm М.1910/30 и М.1935 (БР-2). Наређење за почетак развоја је издато у априлу 1946. године Фабрици број 172 (Мотовилихински завод). Испитивања су завршена 1950. и наредне године је започета серијска производња и увођење у оперативну употребу у јединицама Совјетске армије.

## Оперативна употреба
Намена топа М-46 јесте дејство по противничкој артиљерији, дејство по противничким позадинским јединицама, командним местима и центрима везе, неутралисање живе силе и ватрених средстава, затим рушење вештачки утврђених објеката пољског типа, дејство по ваздушним десантима противника. Посаду топа чини девет послужиоца. За вучу су у почетку коришћени тешки артиљеријски тегљачи гусеничари попут АТС-59Г, а касније и армијски камиони као што су КраАЗ-214Б, КрАЗ-255Б или Урал-4320. Топ је интегрисан са радаром за корекцију паљбе СНАР-2, као и каснијим верзијама.
У јавности је први пут приказан на паради у Москви 1954. године. У почетку је топ М-46 у совјетским јединицама заменио противоклопне топове 100 mm М.1944 (БС-3). Формацијски су били распоређени у артиљеријским бригадама фронтова и армија. Средином седамдесетих година топ М-46 је замењен у Совјетској армији новијим топом 152 mm 2А36 и његовом самоходном верзијом 2С5.
Топ М-46 се нашао у употреби у још 25 држава и производио се под лиценцом у Кини (Тип 59). Коришћен је у оружаним сукобима широм света у другој половини 20. века, попут Вијетнамског рата, Арапско-Израелских ратова, сукоба који укључују Индију и Кину, грађанских ратова у Камбоџи, Либану, Анголи, Шри Ланци, Либији и Сирији, распаду Југославије, Совјетској интервенцији у Авганистану, Ирачко-Иранском рату, и многим другим сукобима.
Југоимпорт СДПР је развио и конверзију топа са 130 на 155 mm и цев дужине 52 калибара која носи ознаку М-46/84. Уз примену ERFB-BB муниције домет је повећан на 38,600 m.

### М-46 у Војсци Србије
У Војсци Србије се сви топови М-46 налазе распоређени у два топовска дивизиона Мешовите артиљеријске бригаде. Као вучно возило користи се теренски камион 6 х 6 ФАП 2026 БС/АВ.